# Pfarrkirche Döbriach
Koordinaten: 46° 47′ 1,4″ N, 13° 39′ 22,1″ O
Die römisch-katholische Pfarrkirche Heiliger Ägydius in Döbriach in der österreichischen Gemeinde Radenthein (Kärnten) ist dem heiligen Ägidius geweiht. Sie wurde 1448 erstmals erwähnt. Im Jahr 1786 wurde Döbriach zur Pfarre erhoben, zuvor war sie als Vikariat der Pfarre Molzbichl unterstellt. – Das Gotteshaus gehört zum Dekanat Gmünd-Millstatt und dieses zur Diözese Gurk. Es steht unter Denkmalschutz (Listeneintrag).

## Lage
Die kleine Kirche, Adresse Döbriach, Kirchgasse 11, steht abseits des Ortes am nördlichen Berghang inmitten des Friedhofs.
In Döbriach gibt es westlich der Kirchenfläche das Pfarrhaus, das zugehörige Hauptpfarramt befindet sich jedoch in Millstatt.
Eine Route des Hemma-Pilgerwegs (von Millstadt nach Bad Kleinkirchheim) bezieht die Ägidius-Kirche mit ein.

## Baugeschichte
Die Kirche stammt aus der zweiten Hälfte des 15. Jahrhunderts aus dem Zeitalter der Romanik, Baufachleute schätzen Teile des Bauwerks jedoch noch älter ein.
Das Langhaus und der Turm wurden später barockisiert.
Gegen Ende des 20. Jahrhunderts ließ die Gemeinde eine schrittweise umfassende Sanierung des Gotteshauses, außen wie innen, vornehmen.

## Architektur

### Außen
Das Gotteshaus ist ein mittelgroßer Bau mit einer rechteckigen Grundfläche von rund 260 m². Das Gebäude wurde aus Backsteinen gemauert und die Fassaden mit gelblichem Putz versehen.
Am einjochigen Chor mit Fünfachtelschluss sind in der Südwand drei Fenster mit spätgotischem Maßwerk erhalten. Ein abgetreppter dreistufiger Strebepfeiler an der Südseite stützt das Kirchengebäude zwischen Chor und Langhaus.
Der Turm an der Nordseite mit einem quadratischen Grundriss und spätgotischen Spitzbogenfenstern als Schallöffnungen wird von einem achteckigen barocken Zwiebelhelm bekrönt. Auf der Spitze des hohen Kirchturm  erhebt sich ein vergoldetes Kreuz. Oberhalb der Schallöffnungen trägt der Turm eine Uhr mit Zifferblättern in allen vier Himmelsrichtungen.
Eine barocke Vorlaube auf Eckpfeilern schützt den Eingangsbereich mit dem spätgotischen Rundbogenportal.
Die  Turmverkleidung besteht aus rotem Blech, das Pultdach des Kirchenschiffes ist mit glasierten Dachziegeln gedeckt.

### Innen
Im Inneren verbindet ein spitzbogiger Triumphbogen mit abgefastem Gewände das Langhaus und den Chor. Das Langhaus hat eine barocke Flachdecke. Über dem Chor erhebt sich ein Sternrippengewölbe auf halbrunden Diensten mit Kapitellring. Die Schlusssteine weisen gemalte Wappen auf. Die Gewölbefelder sind mit Sternen und Rankenmalereien aus dem 16. Jahrhundert versehen.

## Ausstattung

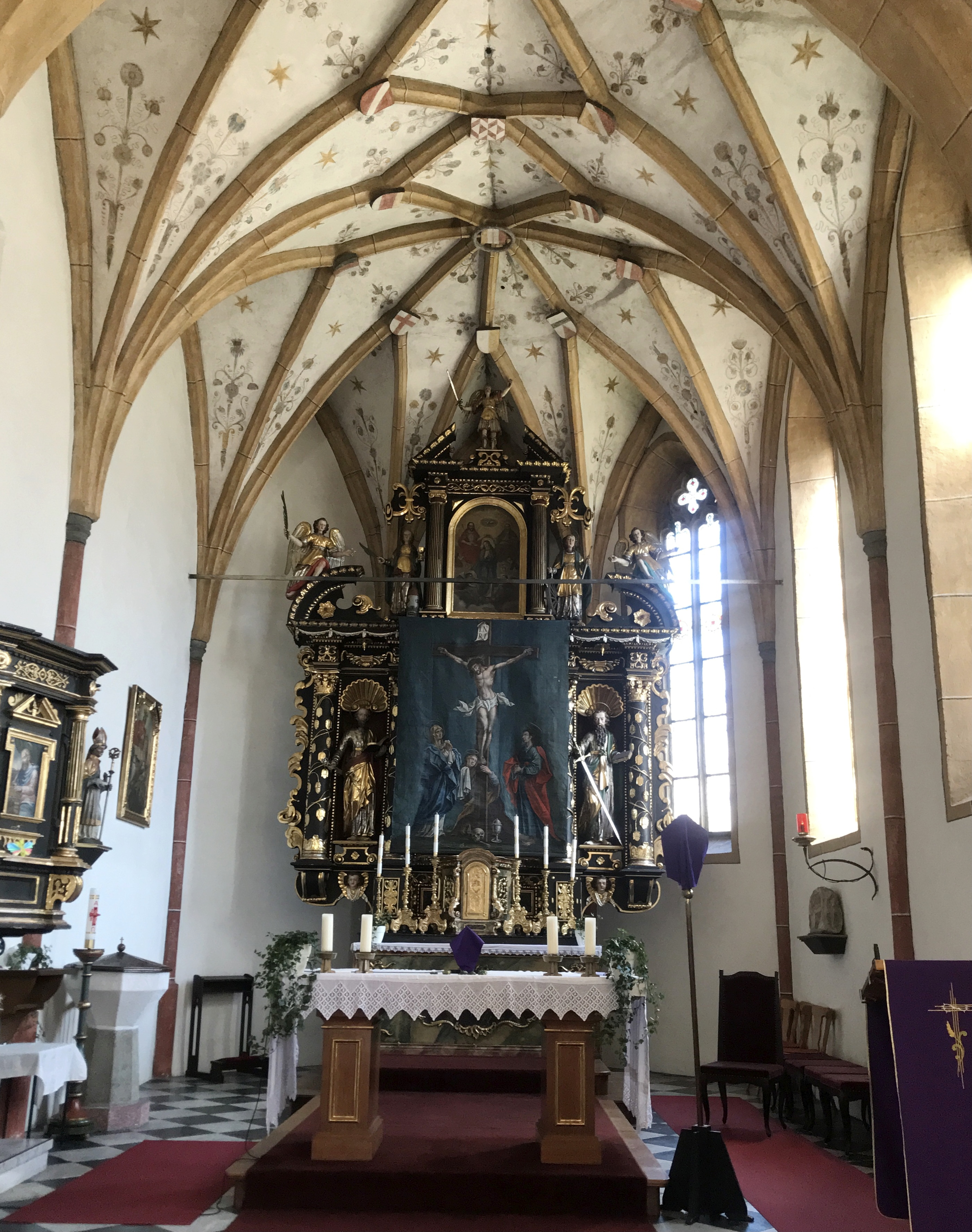
Hauptaltar

### Altäre und Chorraum
Der in Braun und Gold gefasste Hochaltar von 1659 ist ein zweistöckiger, mit Knorpelwerk geschmückter Triumphbogenaltar mit einem gesprengten Segmentgiebel und einer kleinen Ädikula mit gesprengtem Dreiecksegment und seitlichen Figuren unter Baldachinbögen als Aufsatz. Das Mittelbild des heiligen Ägidius wird von den Schnitzfiguren der Apostelfürsten Petrus und Paulus flankiert. Das Aufsatzbild zeigt die Marienkrönung, die Seitenfiguren stellen die Heiligen Katharina und Barbara dar.
Die beiden Seitenaltäre stammen aus dem ersten Viertel des 18. Jahrhunderts. Am rechten Altar ist ein kleines gotisches Holzrelief der Vierzehn Nothelfer vom Ende des 15. Jahrhunderts eingearbeitet. An der nördlichen Chorwand stehen eine Konsolfigur des heiligen Ägidius aus dem 15. Jahrhundert, im Langhaus die um 1700 entstandenen Skulpturen des Schmerzensmannes und der Muttergottes.

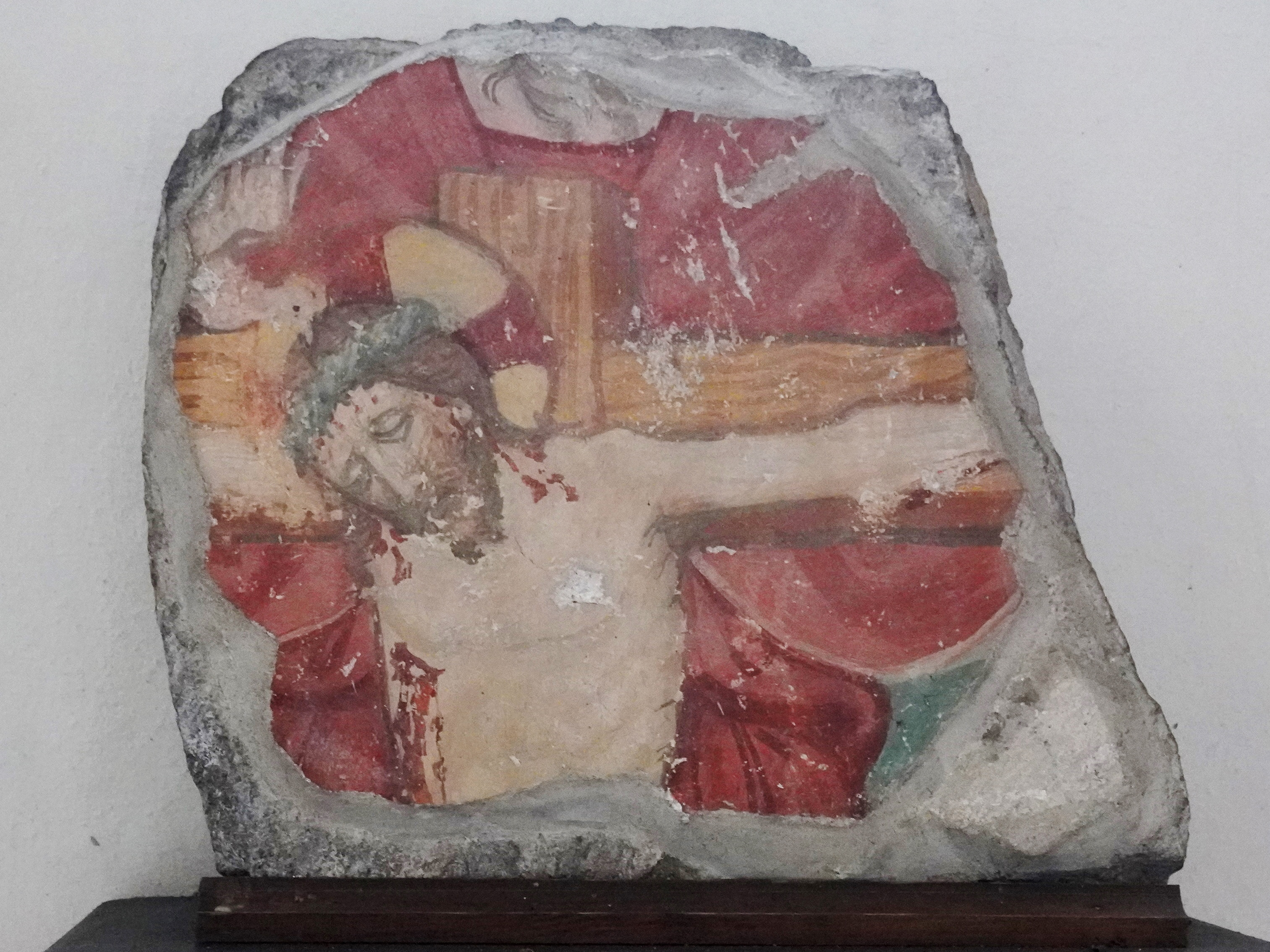
Fresko-Rest

Im Chor steht ein bei Bauarbeiten entdeckter Stein mit Resten eines Freskos, das den Gekreuzigten darstellt.

### Kanzel, Taufe, Bestuhlung, Fenster
Die hölzerne Kanzel aus dem dritten Viertel des 17. Jahrhunderts zeigt in den Brüstungsfeldern des Korbes die halbfigurigen Darstellungen der vier Evangelisten. Außerdem ist der Korb mit Ornamenten und Säulchen verziert.
Das Taufbecken im Chor entstand 1479 aus weißem Marmor.
Hölzerne Sitzbänke mit geschnitzten Wangen, die einen Mittelgang freilassen. Gesamt rund 300 Sitzplätze einschließlich der Empore.
Fünf Fensterachsen an den Längswänden, die Gläser in den Fenstern sind nur an ihren Rändern mit farbigen Ornamenten versehen. Zwischen den Fenstern auf beiden Längsseiten des Kirchenschiffes hängen Darstellungen des Kreuzwegs.

### Orgel und Empore
Auf der Westempore befindet sich eine Orgel, die von Albert Mauracher im Jahr 1908 als Opus 96 mit 6 Registern gebaut worden war. Im Jahr 1980 nahm Hermann Oettl eine umfangreiche Reparatur und einige Spielerweiterungen vor.
Das Kircheninstrument verfügt über einen Schleifladen, eine mechanische Spieltraktur mit acht Registern, einem Manual und einem Pedal.
Disposition:
| Manual |              |       |
| 1.     | Principal    | 8′    |
| 2.     | Gedeckt      | 8′    |
| 3.     | Salicional   | 8′    |
| 4.     | Oktav        | 4′    |
| 5.     | Flöte        | 4′    |
| 6.     | Principal    | 2′    |
| 7.     | Quint+Mixtur | 1 ⁄3′ |

| Pedal C-d′ |         |     |
| 8.         | Subbass | 16′ |

Spielhilfen, Koppeln: Pedalkoppel als Tritt
An der Emporenbrüstung ist ein Barockbild in volkstümlicher Malweise zum Thema Drachenkampf des heiligen Georgs angebracht.

## Glocken
In der Turmstube hängt ein vierstimmiges Geläut.
Eine Glocke entstand vor 1400, eine andere goss Mert von Friesach im Jahr 1471. 

## Seelsorge
Aktueller Pfarrer (2022) (=Provisor) ist P. Slawomir Szulak.
Die Gemeinde gibt regelmäßig das Pfarrblatt Millstatt und Döbriach heraus. Für die Kinder der Gemeindemitglieder veranstaltet das Pfarrteam Bastelstunden und Kindergottesdienste. Nach den Sonntagsgottesdiensten ist das Pfarrcafé zu einem beliebten Treffpunkt geworden.
Im Pfarrhaus und im Pfarrgarten werden zusammen mit ortsanwesenden Vereinen auch Benefizveranstaltungen für verschiedene aktuelle Projekte durchgeführt.